# Juiz representante do imperador
O juiz representante do imperador (em latim: iudicans vice sacra) ou juiz das investigações sagradas (em latim: iudex sacrarum cognitionum) foi um juiz romano nomeado pelo imperador como seu representante na função de juiz apelativo. Surgiu no final do século II ou começo do III e era ocupada por senadores seniores na ausência do imperador. Em 331, Constantino (r. 306–337) reorganizou o sistema legal e os prefeitos urbanos de Roma tornaram-se seus juízes; sua sede era a Basílica de Constantino. Este privilégio foi também concedido ao prefeito urbano de Constantinopla e os prefeitos pretorianos, bem como alguns procônsules da Ásia e África.
Esses juízes atuavam como última apelação possível em uma disputa legal, fosse de cunho criminal ou civil, não sendo possível apelar ao imperador. Apesar disso, os casos que apresentavam dificuldades legais especiais ou eram politicamente sensíveis, foram levados ao augusto, ficando fora dos limites do poder dos prefeitos.